# Furunkulus

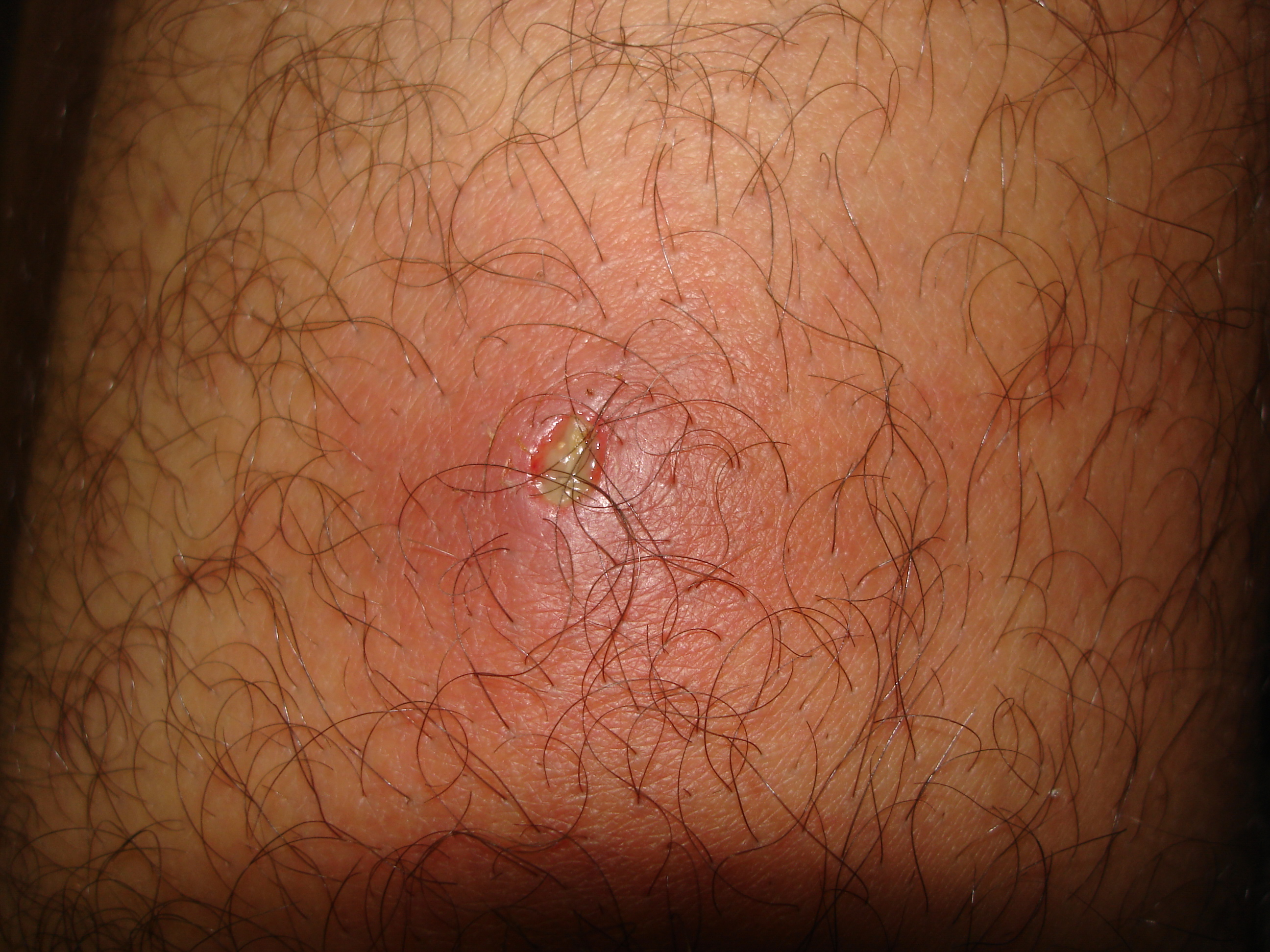
Furunkulus

A furunkulus (furunculus, köznapi elnevezése kelés) a szőrtüszőkre lokalizálható bőrelváltozás, ami fertőzés miatt alakul ki. Helyi gennyesedést és szövetelhalást okozhat. Több furunkulus egy helyen kialakuló csoportosulását karbunkulusnak nevezik, ami az antibiotikumok előtti időkben akár halálos végkimenetellel is járhatott.

## Tünetei
A kelések melegek, kemények, nagyon erős helyi fájdalommal járnak, és mindig egy szőrtüsző tövében alakulnak ki.
A fájdalmas, gyulladt csomók leggyakrabban a tarkótájon, a fenéken, arcon, hónaljban, belső combon alakulnak ki, de egyéb szőrrel borított testfelszínen, így a herezacskón is jelentkezhetnek.
A csomók átmérője 3-15 centiméter is lehet. Először a szőrtüszőnyílás körül bőrpír, duzzanat jelenik meg, majd kb. két nap múlva a csomó közepén fehéres-sárgás gennycsap alakul ki, mely genny kíséretében kiürül.

Furunculosis
Furunculosisnak nevezzük, ha a furunkulusok folyamatosan és nagy számban jelennek meg. A betegséget hőemelkedés, influenzaszerű megbetegedés esetenként láz is kísérheti, illetve megduzzadhatnak a regionális nyirokcsomók.
A genny az elhalt szőrtüszőt, illetve baktériumokat és fehérvérsejteket tartalmaz.
Mivel a gyulladásos folyamat a bőr mélyére terjed, a szőrtüsző elpusztul, és helyén heg, lyuk alakul ki.
A furunkulus és a karbunkulus gyakrabban alakul ki cukorbetegekben és immunszupprimált egyénekben, ezért ha gyakran kiújul a betegség, akkor a hajlamosító tényezők kivizsgálása szükséges.
Mindemellett a diszkoid lupusz tüneteit vagy szövődményét is alkothatják, mivel a túltermelődött fehérvértestek így próbálnak távozni és - a megbolygatott cukorszint mellett - a gyorsabban történő kirobbanó kifakadás hosszan maradandó bőrpír-problémákat okoz. Mivel így a furunkulus tüneteit is mutatja, komplex vizsgálat nélkül nagyon nehéz felismerni és a beteg képes lehet hosszú időn át feleslegen krémekkel kezelni magát.

## Oka
Általában bakteriális eredetű a fertőzés, leggyakrabban a staphylococcus a felelős a kialakulásért. A furunkulus egy, a karbunkulus pedig több egymás mellett lévő szőrtüsző egyidejű megbetegedését jelenti. Ritkán a szőrtüszők gyulladása mellett a nyirokutak gyulladását is látjuk. A bőr gennyedését gennykeltő baktériumok, legtöbbször staphylococcusok, illetve streptococcusok okozzák.